# Episodi di Bob's Burgers (tredicesima stagione)
La tredicesima stagione della serie televisiva Bob's Burgers, è trasmessa negli Stati Uniti, su Fox, dal 25 settembre 2022 al 21 maggio 2023.
In Italia i primi 8 episodi sono usciti il 14 giugno 2023 mentre i restanti 14 episodi sono usciti il 30 agosto 2023 su Disney+.
| n. | Codice di produzione | Titolo originale                  | Titolo italiano                     | Prima TV USA      | Prima TV Italia |
| -- | -------------------- | --------------------------------- | ----------------------------------- | ----------------- | --------------- |
| 1  | BASA22               | To Bob, or Not to Bob             | Allargarsi o non allargarsi         | 25 settembre 2022 | 14 giugno 2023  |
| 2  | CASA01               | The Reeky Lake Show               | Una gita puzzolente                 | 2 ottobre 2022    | 14 giugno 2023  |
| 3  | CASA02               | What About Job?                   | Insonnia da futuro                  | 9 ottobre 2022    | 14 giugno 2023  |
| 4  | CASA03               | Comet-y of Errors                 | La Cometa degli Errori              | 16 ottobre 2022   | 14 giugno 2023  |
| 5  | CASA04               | So You Stink You Can Dance        | Jimmy Dancing                       | 23 ottobre 2022   | 14 giugno 2023  |
| 6  | CASA05               | Apple Gore-chard! (But Not Gory)  | Il frutto del male                  | 30 ottobre 2022   | 14 giugno 2023  |
| 7  | CASA06               | Ready Player Gene                 | Ready Player Gene                   | 13 novembre 2022  | 14 giugno 2023  |
| 8  | CASA07               | Putts-giving                      | Mini-golf, Maxi-guai                | 20 novembre 2022  | 14 giugno 2023  |
| 9  | CASA08               | Show Mama from the Grave          | Mamma ho perso la tomba             | 27 novembre 2022  | 30 agosto 2023  |
| 10 | CASA10               | The Plight Before Christmas       | Le recite di Natale                 | 11 dicembre 2022  | 30 agosto 2023  |
| 11 | CASA09               | Cheaty Cheaty Bang Bang           | La brutta copia di Tina             | 8 gennaio 2023    | 30 agosto 2023  |
| 12 | CASA11               | Oh Row You Didn't                 | Guai in alto mare                   | 19 febbraio 2023  | 30 agosto 2023  |
| 13 | CASA12               | Stop! Or My Mom Will Sleuth!      | Come ti sguinzaglio la madre        | 26 febbraio 2023  | 30 agosto 2023  |
| 14 | CASA13               | These Boots Are Made for Stalking | Adolescenti dei miei stivali        | 5 marzo 2023      | 30 agosto 2023  |
| 15 | CASA14               | The Show (and Tell) Must Go On    | L'ultimo mostra e racconta          | 12 marzo 2023     | 30 agosto 2023  |
| 16 | CASA16               | What a (April) Fool Believes      | Scherzetto o scherzetto?            | 19 marzo 2023     | 30 agosto 2023  |
| 17 | CASA15               | Crows Encounters of the Bird Kind | In-corvi ravvicinati del terzo tipo | 19 marzo 2023     | 30 agosto 2023  |
| 18 | CASA17               | Gift Card or Buy Trying           | Il buono della discordia            | 16 aprile 2023    | 30 agosto 2023  |
| 19 | CASA18               | Crab-solutely Fabulous            | Crostacemente favoloso              | 23 aprile 2023    | 30 agosto 2023  |
| 20 | CASA19               | Radio No You Didn't               | All we hear is Radio Nonna          | 30 aprile 2023    | 30 agosto 2023  |
| 21 | CASA20               | Mother Author Laser Pointer       | Un ostaggio all'improvviso          | 14 maggio 2023    | 30 agosto 2023  |
| 22 | CASA21               | Amelia                            | Amelia                              | 21 maggio 2023    | 30 agosto 2023  |

## Allargarsi o non allargarsi
- Titolo originale: To Bob, or Not to Bob
- Diretto da: Chris Song
- Scritto da: Lizzie Molyneux-Logelin e Wendy Molyneux

### Trama
- Ascolti USA: telespettatori 1.670.000 – rating/share 18-49 anni.[1]

## Una gita puzzolente
- Titolo originale: The Reeky Lake Show
- Diretto da: Mathew Long
- Scritto da: Rich Rinaldi

### Trama
- Ascolti USA: telespettatori 1.060.000 – rating/share 18-49 anni.[2]

## Insonnia da futuro
- Titolo originale: What About Job?
- Diretto da: Tom Riggin
- Scritto da: Lizzie Molyneux-Logelin e Wendy Molyneux

### Trama
- Ascolti USA: telespettatori 1.680.000 – rating/share 18-49 anni.[3]

## La Cometa degli Errori
- Titolo originale: Comet-y of Errors
- Diretto da: Brian LoSchiavo
- Scritto da: Dan Fybel

### Trama
- Ascolti USA: telespettatori 920.000 – rating/share 18-49 anni.[4]

## Jimmy Dancing
- Titolo originale: So You Stink You Can Dance
- Diretto da: Ryan Mattos
- Scritto da: Jon Schroeder

### Trama
- Ascolti USA: telespettatori 1.490.000 – rating/share 18-49 anni.[5]

## Il frutto del male
- Titolo originale: Apple Gore-chard! (But Not Gory)
- Diretto da: Chris Song
- Scritto da: Scott Jacobson

### Trama
- Ascolti USA: telespettatori 1.660.000 – rating/share 18-49 anni.[6]

## Ready Player Gene
- Titolo originale: Ready Player Gene
- Diretto da: Matthew Long
- Scritto da: Jameel Saleem

### Trama
- Ascolti USA: telespettatori 1.650.000 – rating/share 18-49 anni.[7]

## Mini-golf, Maxi-guai
- Titolo originale: Putts-giving
- Diretto da: Tom Riggin
- Scritto da: Katie Crown

### Trama
- Ascolti USA: telespettatori 1.090.000 – rating/share 18-49 anni.[8]

## Mamma ho perso la tomba
- Titolo originale: Show Mama from the Grave
- Diretto da: Brian LoSchiavo
- Scritto da: Holly Schlesinger

### Trama
- Ascolti USA: telespettatori 1.220.000 – rating/share 18-49 anni.[9]

## Le recite di Natale
- Titolo originale: The Plight Before Christmas
- Diretto da:
- Scritto da:

### Trama
- Ascolti USA: telespettatori ? – rating/share 18-49 anni.